# St. Sebastian (Mellrichstadt)

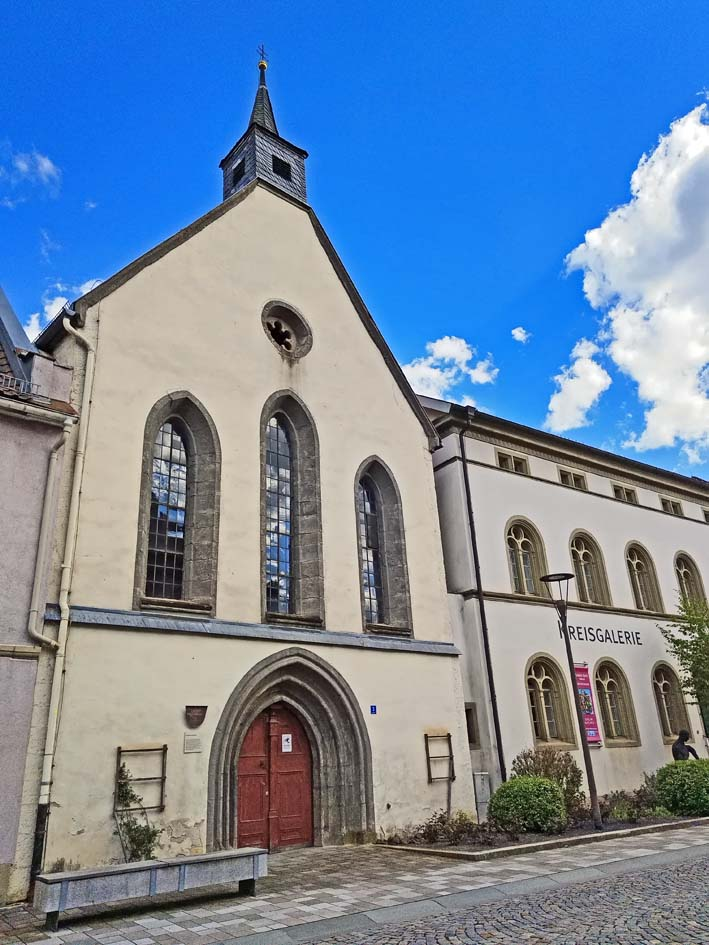
St. Sebastian in Mellrichstadt

Die römisch-katholische Kapelle St. Sebastian gehörte zum ehemaligen Hospital von Mellrichstadt, einer Stadt im unterfränkischen Landkreis Rhön-Grabfeld in Bayern. Sie trägt daher in der ortsansässigen Bevölkerung auch den Namen Spitalkirche. Das denkmalgeschützte Bauwerk entstand Mitte des 14. Jahrhunderts.

## Beschreibung
Die gotische Saalkirche wurde 1356 erbaut. Sie wurde 1585 und 1612 verändert. Aus dem Satteldach des Langhauses erhebt sich an der giebelständigen Fassade in geschlossener Bebauung ein quadratischer, schiefergedeckter, mit einem achtseitigen Knickhelm bedeckter Dachreiter, der hinter den Klangarkaden den Glockenstuhl beherbergt. Der Altar wurde 1760 errichtet. Eine hölzerne Statue des heiligen Sebastian wurde um 1700 geschnitzt.

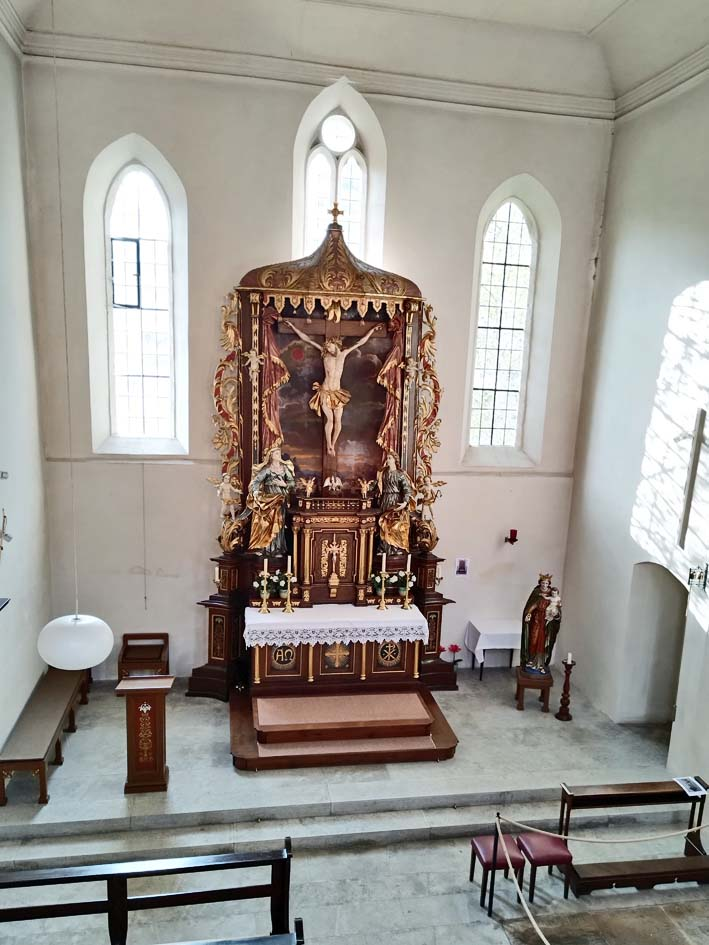
Altarbereich

## Orgelpositiv
Die Kapelle beherbergt auf der Empore seit 1984 das Orgelpositiv eines unbekannten Erbauers aus dem 18. Jahrhundert, ursprünglich aus der katholischen Kapelle St. Petrus und Paulus in Hendungen stammend und noch früher in der katholischen Pfarrkirche St. Blasius in Hirblingen aufgestellt. Während seine Holzpfeifen noch weitgehend original erhalten sind, wurden die metallenen 1961 und 1984 von der Firma Hoffmann neugefertigt.

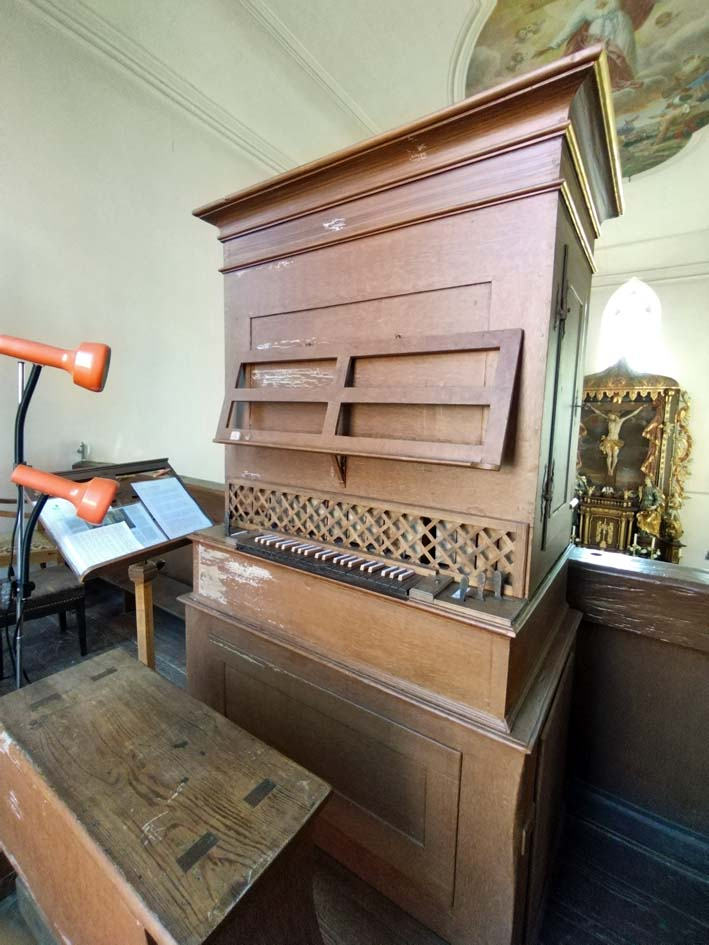
Das Orgelpositiv in St. Sebastian (Mellrichstadt)

Das zuletzt 2009 von der Firma Hey Orgelbau restaurierte Instrument verfügt heute über sechs Register auf einem Manual und angehängtem Pedal. Beide Klaviaturen besaßen ursprünglich eine kurze Oktave ab C – sie wurden bei der Ergänzung der chromatischen Halbtöne jedoch nicht erweitert, so dass die tiefste spielbare Note der Orgel inzwischen E ist. Die Disposition des Positivs lautet:
| Manual E–c3 |                      |       |
| 1.          | Gedeckt              | 8′    |
| 2.          | Principal            | 4′    |
| 3.          | Flöte                | 4′    |
| 4.          | Quinte               | 1 ⁄3′ |
| 5.          | Gedackt Superoctave0 | 1′    |
| 6.          | Mixtur II            |       |

| Pedal E–H |
| angehängt |